# Аврил Лавин
Аврил Рамона Лавин (на английски: Avril Ramona Lavigne, английско произношение: /ˈævrɨl ləˈviːn/) е канадска рок изпълнителка, родена в град Белвил, Онтарио, Канада.
През 2006 Canadian Business Magazine я обявява за седмата най-влиятелна канадка в Холивуд.
Дебютният албум на певицата Let Go излиза 2002 г. Нейните втори и трети албум Under My Skin (2004) и The Best Damn Thing (2007) достигат номер едно в американския Билборд 200.
На 21 юли 2007 г. Аврил Лавин печели девето място на Jabra Music Contest, като най-добра група в света.
Има издадени седем студийни албума. Номинирана е осем пъти за награда Грами.

## Биография
Аврил Рамона Лавин, родена на 27 септември 1984 г., е канадска певица, обявена за една от най-популярните поп-рок изпълнителки на 2002 г.
Родена е в Онтарио и е израснала в консервативно семейство. Името ѝ е френско, Avril означава април, а Lavigne – лоза, но въпреки това се произнася по английски маниер.
На 21 години се омъжва за рокмузиканта Дерик Уибли от групата Съм Форти Уан, но впоследствие бракът им е анулиран. През 2013 година се сгодява за Чад Крюгер, вокалистът на Никълбек, но бракът им се разпада през 2015.
Аврил се занимава с кънтри музика, пее в църковен хор и свири на китара и пиано. Открита е от първия си професионален мениджър, докато изпълнява кънтри-кавъри в книжарница в Кингстън, Онтарио.
На 16-годишна възраст тя вече има подписан договор с Ариста Рекърдс, и се мести в Ню Йорк, за да работи по първия си албум.

## Музикална кариера

### Let Go(2002 – 2003)
В търсене на по-добро развитие, изпълнителката се премества по-късно в Лос Анджелис, Калифорния и там записва албум заедно с Clif Magness и The Matrix.
Първият ѝ албум Let Go е издаден от Ариста Рекърдс на 4 юни 2002 и 6 месеца по-късно е обявен за четворно платинен от Recording Industry Association of America. През 2003 г. Лавин има шест номинации за наградите Juno и печели четири от тях. Номинирана е осем пъти за наградите Грами, но не е печелила такава.

### Under My Skin(2004 – 2005)
Певицата пише по-голямата част от втория си албум Under My Skin заедно с канадския певец и текстописец Chantal Kreviazuk. Песента Nobody's Home пише с Бен Муди, бивш член на Evanescence, а по останалите работи с бившия си китарист Evan Taubenfeld.
„Under My Skin“ е издаден на 25 май 2004 и става номер едно в световен мащаб. Първият сингъл Don’t Tell Me излиза още юни 2004 г. и е номер едно в Аржентина, попада в Топ 5 на Англия и Канада, в австралийския Топ 10, в бразилските и европейски класации.
Вторият сингъл My Happy Ending достига номер девет в Billboard Hot 100, което го превръща в третия ѝ голям хит.
Третият сингъл от този албум е Nobody's Home.

### The Best Damn Thing(2007)
Третият студиен албум на певицата The Best Damn Thing излиза през април 2007. Аврил описва албума като бърз, весел, агресивен, но и малко гаден. „The Best Damn Thing“ демонстрира израстване на Лавин едновременно като композитор и текстописец.
Албумът открива уникална сила и пулс в ритмични поп-пънк парчета като I Can Do Better, The Best Damn Thing и Girlfriend. В същото време балади като When You're Gone, Innocence, и Keep Holding On показват дълбока емоционалност.
За пресъздаването на The Best Damn Thing Avril Lavigne е привлякла Butch Walker, Dr. Luke и Rob Cavallo, популярен с работата си за групи като Green Day и My Chemical Romance.

### Goodbye Lullaby(2011)
Четвъртият студиен албум на певицата излиза на 8 март 2011. Заглавието на албума е Goodbye Lullaby. Пилотният сингъл What the Hell излиза на 7 януари 2011 .

### Avril Lavigne(2013)
Петият студиен албум на певицата е издаден на 5 ноември 2013 г. Пилотният сингъл Here's To Never Growing Up излиза на 9 април 2013 г. Вторият сингъл Rock N Roll излиза на 27 август 2013 г. Третият сингъл от албума излиза на 15 октомври 2013 г. и се казва Let Me Go.

### Head Above Water и Love Sux(2019 - )
Шестият студиен албум на Лавин – Head Above Water излиза на 15 февруари 2019 г. Албумът достига топ 10 в Австралия, Австрия, Канада, Германия, Италия, Япония, Швейцария и Великобритания и се класира на 13-о място в U. S. Billboard 200. От албума са издадени 4 сингъла – Head Above Water, Tell Me It's Over, Dumb Blonde и I Fell In Love With The Devil.
На 24 април 2020 г. Лавин презаписва песента Warrior от този албум и я издава като сингъл под името We Are Warriors. Приходите от сингъла са дарени на здравната организация Проект НАДЕЖДА (Project HOPE) по време на пандемията от коронавирус.
На 8 януари 2021 г. е издадена песента Flames, в която Лавин се колаборира с Мод Сън. Уилол Смит се колаборира с Аврил и Травис Баркър в песента Grow, включена в четвъртия студиен албум на Смит - Lately I Feel Everything. Видео към песента е издадено през октомври 2021 г.
На 3 ноември 2021 г. Аврил обявява, че е подписала договор с лейбъла на Травис Баркър - DTA Records. На 10 ноември 2021 г. Аврил издава песента Bite Me. На 13 януари 2022 г., Лавин обявява, че ще издаде седмия си студиен албум, озаглавен Love Sux. Вторият сингъл от албума, Love It When You Hate Me е издаден на 14 януари 2022 г. и представлява колаборация Blackbear. Love Sux е издаден на 25 февруари 2022 г.

## Модната линия
Аби Доун е името на модната линия на Лавин. Преобладаващите цветове са черно, бяло, сиво, розово, лилаво и цикламено. Дрехите в линията въплъщават стила на Аврил, аксесоарите са с пънк и рок мотиви.
През последните 2 години Аврил създава 3 парфюма: Black Star, Forbidden Rose, Wild Rose.

## Дискография

### Студийни албуми
- Let Go (2002)
- Under My Skin (2004)
- The Best Damn Thing (2007)
- Goodbye Lullaby (2011)
- Avril Lavigne (2013)
- Head Above Water (2019)
- Love Sux (2022)

### Сингли
- Complicated (2002)
- Sk8er Boi (2002)
- I'm with You (2002)
- Losing Grip (2003)
- Don't Tell Me (2004)
- My Happy Ending (2004)
- Nobody's Home (2004)
- He Wasn't (2005)
- Keep Holding On (2006)
- Girlfriend (2007)
- When You're Gone (2007)
- Hot (2007)
- The Best Damn Thing (2008)
- Alice (2010)
- What the Hell (2011)
- Smile (2011)
- Wish You Were Here (2011)
- Here's to Never Growing Up (2013)
- Rock n Roll (2013)
- Let Me Go (2013)
- Hello Kitty (2014)
- Give You What You Like (2015)
- Fly (2015)
- Head Above Water (2018)
- Tell Me It's Over (2018)
- Dumb Blonde (с Ники Минаж) (2019)
- I Fell in Love with the Devil (2019)
- We Are Warriors (2020)

### Видео албуми
- My World (2003)
- Live in Budokan (2005)
- Live in Toronto (2008)

## Видеоклипове
| Видеоклип                     | Премиера | Албум               |
| ----------------------------- | -------- | ------------------- |
| Complicated                   | 2002     | Let go              |
| Sk8er boi                     | 2002     | Let go              |
| I'm with you                  | 2002     | Let go              |
| Losing grip                   | 2003     | Let go              |
| Knockin' on heaven's door     | 2003     | -                   |
| Mobile                        | 2003     | Let go              |
| Don't tell me                 | 2004     | Under my skin       |
| My happy ending               | 2004     | Under my skin       |
| Nobody's home                 | 2004     | Under my skin       |
| He wasn't                     | 2005     | Under my skin       |
| Girlfriend                    | 2007     | The best damn thing |
| When you're gone              | 2007     | The best damn thing |
| Hot                           | 2007     | The best damn thing |
| The best damn thing           | 2008     | The best damn thing |
| Alice                         | 2010     | -                   |
| What the hell                 | 2011     | Goodbye lullaby     |
| Smile                         | 2011     | Goodbye lullaby     |
| Wish you were here            | 2011     | Goodbye lullaby     |
| Goodbye                       | 2012     | Goodbye lullaby     |
| Here's to never growing up    | 2013     | Avril Lavigne       |
| Rock n roll                   | 2013     | Avril Lavigne       |
| Let me go                     | 2013     | Avril Lavigne       |
| Hello Kitty                   | 2014     | Avril Lavigne       |
| Fly                           | 2015     | -                   |
| Head above water              | 2018     | Head above water    |
| Tell me it's over             | 2018     | Head above water    |
| I fell in love with the Devil | 2019     | Head above water    |
| We are warriors               | 2020     | Head above water    |

## Турнета
| Главни турнета - Try To Shut Me Up Tour (2002–03) - Bonez Tour (2004–05) - The Best Damn World Tour (2008) - Black Star Tour (2011–12) - The Avril Lavigne Tour (2013–14) - Head Above Water Tour (2019) - Bite Me Tour (2022) | Промоционални турнета - Live by Surprise Tour (2004) - The Best Damn Thing Promotional Tour (2007) |

## Продукти

### Аромати
- Black Star (2009)
- Forbidden Rose (2010)
- Wild Rose (2011)

## Филмография
| Година | Филм                                | Роля        | Други                                   |
| ------ | ----------------------------------- | ----------- | --------------------------------------- |
| 2009   | Алиса в страната на чудесата        | Глас        |                                         |
| 2007   | Групата                             | Беатрис Бел | Приятелка на заподозрян                 |
| 2006   | През плета                          | Хедър       | Глас                                    |
| 2006   | Нация за бързо хранене              | Алис        | Колежанка активист                      |
| 2004   | Пропътувай разстоянието             | Себе си     | Изпълнява Losing Grip                   |
| 2004   | Филмът за Спондж Боб квадратни гащи | Себе си     | Изпълнява Музикалната тема на SpongeBob |
| 2002   | Сабрина                             | Себе си     | Като гост звезда; Изпълнява Sk8er Boy   |